# Glossar Quäkertum
Das Quäkertum ist Mitte des 17. Jahrhunderts in England entstanden. Wie in jeder sozialen Gruppe hat sich im Laufe der Zeit eine eigene Begrifflichkeit entwickelt. Verstärkt wurde das zum einen durch gesellschaftliche Isolation in Zeiten von Verfolgung und zum anderen aus geographischen Gründen, da Quäker in den USA teilweise weit verstreut abseits der Zivilisation lebten. Auch enge Lebensgemeinschaften und Gütergemeinschaften, wie sie beispielsweise in Friedensthal oder auf der Walfängerinsel Nantucket bestanden, trugen ihren Teil dazu bei. Das Quäkertum ist aber kein Geheimbund und ihre Sprache keine Geheimsprache.

## Liste

### A
AbsentistenHöfliche Umschreibung für Mitglieder, die selten oder nie in Erscheinung treten. Abgeleitet von lateinisch absentia: Abwesenheit. In anderen christlichen Konfessionen spricht man beispielsweise von U-Boot-Christen.
acting under concernSiehe Concern
Älteste(r)(engl. Elders) Dieses Amt gibt es für jede Ebene (Siehe: Jahresversammlung, Monatsversammlung, Viertel- bzw. Bezirksversammlung). Die Hauptaufgabe einer oder eines Ältesten ist die Seelsorge. Für dieses Amt werden in der Regel erfahrene und angesehene Mitglieder berufen.
Andachtoder auch stille Andacht (englisch: meeting for worship) wird der Gottesdienst bei Quäkern genannt. Findet meistens sonntags statt, andere Tage sind auch möglich. Die Andacht ist das Zentrum und tragendes Element des spirituellen Lebens. Besonderes Merkmal der Quäkerandacht ist, dass es keine Liturgie gibt. Oft hat ein Ältester oder eine Älteste die Leitung. Die Andacht wird entweder durch eine kurze Ansprache oder durch Hinstellen eingeleitet, um zu signalisieren, dass die Andacht begonnen hat. Ist Ruhe eingekehrt, setzt sich der Älteste wieder hin. Im Verlauf der Andacht können Teilnehmer zur Versammlung einen Beitrag sprechen. Formal gibt es kein festgelegtes Ende einer Andacht. Es ist Aufgabe des Ältesten wahrzunehmen, ob die Zeit gekommen ist, um die Versammlung zu beenden. Der Gottesdienst des evangelikalen Flügels des Quäkertums Evangelical Friends hat heute einen bestimmten (programmierten) Ablauf mit Gesang, Predigt und Gebet. Er ähnelt also äußerlich kaum noch der ursprünglichen Quäkerandacht.
Andachtskreis/Andachtsgruppe(engl. Worship Group) Bezeichnung für eine Gruppe, die keine administrativen Organe wie eine Monatsversammlung oder Ämter wie z. B. Älteste hat.
AnliegenSiehe Concern
ArbeitsausschussDer Arbeitsausschuss ist zuständig für die Verwaltung und Beschlussorgan zwischen den Jahresversammlungen, bestehend aus dem Vorstand und den Schreibern der Bezirke und anderer Ausschüsse.
Arbeitsgruppenwerden zu speziellen Themen in der Regel für eine gewisse Zeit gebildet.
Aufseher(engl. Overseer) stellte früher eine Art Sittenwächter dar. Heute (im deutschsprachigen Raum) nur noch Ordnungsfunktion bei großen Veranstaltungen. Im englischsprachigen Raum unternehmen die Aufseher zusammen mit den Ältesten seelsorgerische Aufgaben.
AusschussArbeitsausschuss, Benennungsausschuss, Büroausschuss, Friedensausschuss, Hausausschuss, Literaturausschuss
area meetingBritain yearly meeting ist die gängige Bezeichnung für Bezirksversammlung. Früher auch quarterly meetings also Vierteljahrversammlung
AttenderSiehe Freunde der Freunde

### B

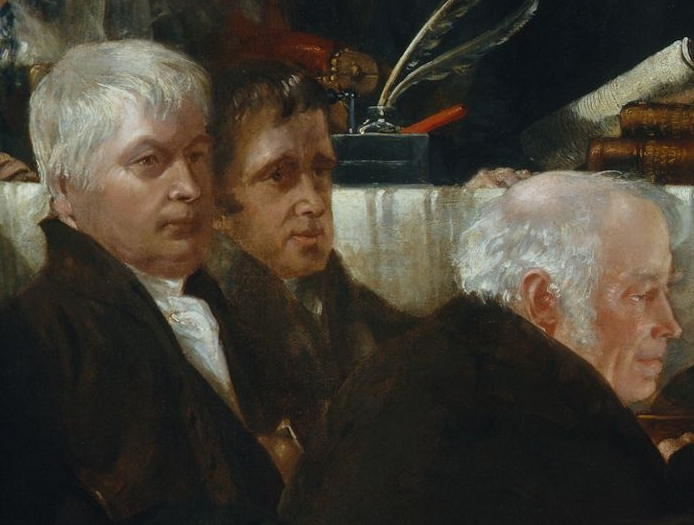
Samuel Gurney (1786–1856), links im Bild

Beanite FriendsDiese sind durch ein unfreiwilliges Schisma entstanden. Man kann sie als liberale Quäker bezeichnen. Sie haben eine unprogrammierte Andacht und keine Pastoren. Sie sind aber eher Christozentrisch und haben sich um das Jahr 1881 von den Iowa Conservative Yearly Meeting abgespaltet, als sich diese immer mehr dem evangelikalen Quäkertum zuwandten.
(Rede-)Beitrag(englisch: Ministry) Die individuelle Wortmeldung eines Teilnehmers an einer Andacht. Diese Beiträge sollten inspiriert sein vom Inneren Licht. Die Prüfung obliegt dem individuellen Teilnehmer. Möglicherweise wird das Gesagte nach einiger Zeit der schweigenden Prüfung von einem weiteren Redner aufgegriffen. Oder es gibt verschiedenste Redebeiträge, die keinerlei inhaltliche Verbindungen haben. Die Redezeit wird nicht formal begrenzt. Von George Fox und Ludwig Seebohm zum Beispiel ist bekannt, dass sie zum Teil über eine Stunde redeten (nicht immer zum Wohlgefallen der Anwesenden). Das Sprechen/Predigen ist jedem gestattet, Männern, Frauen, Kindern und selbst Nichtquäkern. So ist bekannt, dass in Deutschland und Holland auch Mennoniten an Quäkerandachten teilnahmen und auch sprachen (dabei kam es gelegentlich zu so heftigen Tumulten, das weltliche Ordnungskräfte eingriffen, weil sich Anwohner über Lärm beschwerten).
Benennungsausschuss(engl. Nominations Committee) Da die Ämter nicht durch Wahlen besetzt werden, wird eine Gruppe von Mitgliedern beauftragt der Versammlung Vorschläge für die Ämterbesetzung zu unterbreiten. Über die Besetzung des Ausschusses entscheidet eigentlich die Versammlung.
Beschluss(engl.: Minute). Eine Entscheidung in einer Geschäftsversammlung. Entscheidungen werden nicht durch Wahlen oder Abstimmungen entschieden, sondern es wird versucht, im Sinne der Sense of the Meeting zu einer einvernehmlichen Einigung zu kommen. Im Idealfall ist die Versammlung sich einig, wenn der Schreiber (engl. Clerk) einem Beschluss formuliert, vorliest und es keine weiteren Einwürfe oder Widerreden gibt. Würden Einwürfe von den Teilnehmern ausgesprochen, wird der Beschluss erneut vom Schreiber formuliert und vorgelesen. Diese Prozedur wird so oft wiederholt, bis entweder eine einmutig akzeptable Beschlussformulierung vorgelesen wird und durch Schweigen angenommen und ins Protokoll geschrieben wird, oder bis die Entscheidung vertagt wird.
Bezirksversammlungenglisch Area Meeting oder früher öfter Quarterly Meeting genannt. Eine Bezirksversammlung vereinigt einige Monatsversammlungen zu einer organisatorischen-informellen Einheit, um die Monatsversammlungen untereinander zu versammeln. Im deutschen Quäkertum wird die Mitgliederversammlung auf Ebene der Bezirks- bzw. Vierteljahresversammlung abgewickelt, da in Deutschland viele Mitglieder keine eigene Monatsversammlung haben, zu der sie gehen können (oder wollen). Formal sind in Deutschland die Mitglieder des Vereins, Mitglieder der Jahresversammlung. Dort werden auch die Mitgliederlisten geführt. In anderen Ländern, ist die Monatsversammlung das eigentliche Zentrum des gemeinschaftlichen Lebens. Es gibt Länder, die auf den Luxus einer Jahresversammlung verzichten.
Birthright MembershipDas frühe Quäkertum verstand sich als Gemeinschaft der Gläubigen und ihre Mitglieder waren ausschließlich Konvertiten. Schon eine Generation später, mit den ersten in die Gemeinschaft hineingeborenen, entstand so etwas wie geborene Quäker und man begann von Birthright Friends zu sprechen. Nicht in allen Zweigen und Zeiten des Quäkertums wurde das akzeptiert. Im Laufe der Zeit entstanden aber Quäker-Dynastien wie bei der Quäker-Familien den Gurneys (Eigentümer der gleichnamigen Bank), die sehr viel Gewicht hatte. Das Gegenstück dazu ist quasi das Member by Convincement (engl. conversion = Konvertieren) bzw. Quäker by Convincement. Also der Mitgliedschaft durch das Bekenntnis zu Quäkerüberzeugungen mit einem bewussten und überzeugten Übertritt.
Birthright FriendsBirthright Membership
Birthright QuäkerBirthright Membership
Book of CasesEin Buch, in dem Quäker die an ihnen in der Verfolgungszeit verübt Gräueltaten, dokumentiert haben (siehe Artikel Meeting for Sufferings). Vergleichbar mit dem Märtyrerspiegel der Mennoniten.
Book of DisciplineZu Deutsch Ordnung des Zusammenlebens
Britain Yearly Meetingdie Britische Jahresversammlung der Gesellschaft der Freunde.
BüroausschussAusschuss der Deutschen Jahresversammlung, der zuständig ist für die Immobilie in Berlin.
by convincement (Mitgliedschaft)Quaker by Convincement
BYMAbkürzung für Britain Yearly Meeting

### C
Christ-centered theologicallyChristozentrische Quäker.
Christozentrische Quäker/TheologieDieser Oberbegriff ist nicht genau definiert und bezeichnet nur vage eine Tendenz, die Rolle und Bedeutung der Person Jesu zu betonen. Unter Evangelical Friends spielt der Begriff keine Rolle, da selbige die Rolle Jesu Christi ohnehin sehr betonen. Er wird im liberalen Quäkertum benutzt, um sich innerhalb des Quäkerzweigs von universalistischen Strömungen (Quaker Universalist Fellowship) zu distanzieren oder auch von den Nontheist Friends. Inhaltlich gibt es Überschneidungen zu dem New Foundation Fellowship, da die frühen Freunde klar in der christlichen Tradition standen.
Clearness (Committees)Ein Vorgehen bei schwierigen Problemen, Fragen und Krisen. Es soll dabei gemeinsam in der Gruppe nach dem Willen Gottes gesucht werden. Eine geplante Vermählung kann zum Beispiel ein solcher Anlass sein.
ClerkIm Deutschen: Schreiber. In Ermangelung eines Klerus (Pastor, Priester oder Pfarrer) gibt es eine Person in der Versammlung, die Protokoll führt. Selbige Person hat keinerlei Autorität. Es ist lediglich ihre Aufgabe, Beschlüsse und Feststellungen schriftlich festzuhalten. Hierzu muss sie in einer dienenden Grundhaltung versuchen, zu erfassen, worin die Versammlung sich einig ist. Dazu werden vom Schreiber der Versammlung Formulierungsvorschläge gemacht. Gibt es keine weiteren Wortmeldungen, signalisiert die Versammlung durch Schweigen ihre Zustimmung und der Schreiber kann den Beschluss niederschreiben. Bei Wortmeldungen obliegt es dem Schreiber (und seinem Gefühl), wem und in welcher Reihenfolge er zum Sprechen aufruft. Den Wunsch zum Sprechen signalisieren die Anwesenden dadurch, dass sie aufstehen und warten.
ConcernIm Deutschen wird das Wort Anliegen verwendet. In anderen Konfessionen würde man vielleicht Berufung sagen. Ein zentrales Konzept des Quäkertums, das davon ausgeht, dass Menschen – oder auch Gruppen – von Gott für bestimmte Aufgaben berufen werden. Wenn sich ein Mitglied zu einer Aufgabe berufen fühlt, wendet es sich mit seinem Anliegen an seine Gruppe (Monatsversammlung), die das Anliegen prüft und die versucht, Gottes Willen zu erkennen. Wenn das Anliegen von der Gruppe als Willen Gottes erkannt werden konnte, wird das Anliegen unterstützt. Das bedeutet, dass die Monatsversammlung das Anliegen zu ihrem eigenen Anliegen gemacht hat. Je nachdem, worum es sich handelt, wird ein Mitglied der Monatsversammlung (oder eine Gruppe von Mitgliedern) ernannt, die das Anliegen in der nächsthöheren Organisationseinheit vertritt. So wird das Anliegen von einer Monatsversammlung zum Beispiel in eine Bezirksversammlung getragen. Dort wird das Anliegen erneut geprüft. Auf diese Weise wird das Anliegen einer immer größeren Gruppe bekanntgemacht (und geprüft). Durch die Unterstützung eines Anliegens (acting under concern) wurden viele bekannte Organisationen gegründet. So zum Beispiel das American Friends Service Committee, Don't Make a Wave Committee (eine Vorläuferorganisation von Greenpeace), Oxfam und Amnesty International.
Conservative FriendsConservative (Deutsch: Konservativ) ist hier nicht im politischen Sinne gemeint, sondern im theologischen Sinne. Dieser Flügel orientiert sich also eng an den Überzeugungen der Frühen Freunde, sind also Old School Quaker. Das Ohio Yearly Meeting wird zum Beispiel diesem Conservative-Flügel zugeordnet. Sie haben eine unprogrammed Versammlung (also ohne Liturgie), sind non-pastoral (haben also keine Pastoren) und haben eine Christ-centered (also christozentrische) Theologie. Politisch und gesellschaftlich werden konservative Quäker im Verhältnis zu anderen Glaubensgemeinschaften in den USA als sehr liberal wahrgenommen. Von den drei Hauptströmungen ist der konservative Zweig der mit den geringsten Mitgliederzahlen. Siehe auch New Foundation Fellowship.
Convinced FriendGemeint sind Quäker, die einmal bewusst aus Überzeugung zum Quäkertum übergetreten (konvertiert) sind. Das Pendant ist das Birthright Membership. Im Gegensatz zum Birthright Membership wird Member by Convincement von allen Versammlungen anerkannt. Strittig ist aber wieder, ob jemand Quäker ist, wenn er sich zum Quäkertum bekennt und danach lebt; oder erst, wenn er in einer Monatsversammlung als Mitglied aufgenommen wurde. Es gibt einige Beispiele in der Quäkergeschichte, wie zum Beispiel bei Benjamin Lay, wo keine formale Mitgliedschaft bestand (oder verloren ging) und die trotzdem unbestritten als Quäker gelten. In den Frühen Anfängen des Quäkertums bezeichnete das conviction die Umkehr im Christlich-Theologischen Sinne. In Anlehnung an die prophetische Ermahnung wie in Mt 3,1 oder Mk 1,5. Es handelt sich also nicht um den Übertritt zu einer bestimmten Konfession, sondern die Umkehr zurück auf den rechten Weg. So spricht etwa George Fox in seinen bekannten Tagebüchern nicht davon, dass Menschen für das Quäkertum, sondern für die Wahrheit gewonnen wurden. Ein Eintritt in die Glaubensgemeinschaft war damit nicht (immer) verbunden

### D
dark countriesAufgrund schlechter Erfahrungen (siehe z. B. John 'Love' Luffe) mieden die frühen Quäkermissionare katholische Länder und nannten sie dark countries. Dunkelheit stand immer metaphysisch für die Abwesenheit von Gotteswirken. Menschen, die einen schlechten Lebenswandel führten, wurde oft vorgeworfen der Finsternis verfallen zu sein.
Das von Gott in JedemEin Konzept in der Quäkertheologie. Siehe Inneres Licht.
DatumsformatIm frühen Quäkertum wurden die Monatsbezeichnungen (Januar, Februar, März...) und die Wochentage (Sonntag, Montag, Dienstag...) als heidnische Begriffe abgelehnt. Stattdessen wurde zum Beispiel gesagt „7.3.1680“ statt „7. März 1680“. Für Sonntag wurde zum Beispiel „Ersttag“ und für Mittwoch „Vierttag“ gesagt. Einige wenige konservative Quäker tun das heute noch. Mit heidnischen Vornamen hatten die frühen Quäker übrigens keine Probleme. Siehe auch Artikel Quäkergebräuche.
Deutsche JahresversammlungIn den 1920er Jahren gab es zwei Deutsche Jahresversammlungen. Eine eher konservative (Conservative Friends) mit Schwerpunkt Süddeutschland, und eine liberal bürgerliche (Liberales Quäkertum) mit Berlin als geographischem Zentrum. Heute existiert nur noch die liberal-bürgerliche Deutsche Jahresversammlung. Die Deutsche Jahresversammlung hatte nie mehr als 600 Mitglieder; heute liegt die Mitgliederzahl bei etwa 270. Die Deutsche Jahresversammlung hat zwei Besonderheiten. Zum einen betreut sie keine selbständigen Monatsversammlungen, sondern Einzelmitglieder. Zum andern stellt sie die Jahresversammlung von zwei Ländern, Deutschland und Österreich, dar. Sie müsste demnach eigentlich Deutsch-Österreichische Jahresversammlung heißen.
DoppelmitgliedschaftGemeint ist die Mitgliedschaft in mehreren Gemeinschaften oder Kirchen gleichzeitig. Das war im frühen Quäkertum unmöglich. Selbst das Heiraten außerhalb der Gemeinschaft war absolute Ausnahme und hatte automatisch den Ausschluss aus der Gesellschaft der Freunde zur Folge. Im Quäkertum des 20. Jahrhunderts in Deutschland waren aber die meisten Quäker der 2. Deutschen Jahresversammlung (also die von 1925 mit dem Zentrum in Berlin) Mitglieder einer weiteren meist evangelischen oder katholischen Landeskirche. Das war eine Konzession an das vorwiegend bürgerliche Spektrum. Bis heute ist aber eine Doppelmitgliedschaft in den meisten Jahresversammlungen auf der Welt unüblich (Seite auch Deutsche Jahresversammlung).

### E
early friendsSiehe Frühe Freunde.
EldersSiehe Ältester
EpistleBriefe zwischen Versammlungen, die zum Beispiel über abgehaltene Jahresversammlungen berichten.
Esoterische QuäkerEsoterische Strömungen gab es schon seit den Anfängen des Quäkertums. Durch George Fox wurden diese aber bekämpft und zurückgedrängt. Eine überaus interessante Person und Vertreter diese Strömung in den Anfängen des Quäkertums war Franciscus Mercurius van Helmont. Aber auch heute noch ist diese Strömung gerade im Liberalen und im Universalistischen Flügel des Quäkertums überaus präsent. Dies gilt auch für die Deutschen Jahresversammlungen.
Evangelical FriendsDie Evangelical Friends sind von den heute existierenden Flügeln – rein äußerlich – am weitesten von Urquäkertum entfernt. Sie haben viele Dinge wieder eingeführt, gegen die George Fox und seine Freunde gekämpft und wo für sie Gesundheit und Leben aufs Spiel gesetzt haben. Die Evangelical Friends nennen ihrer Versammlungshäuser wieder Kirchen, wogegen auch William Penn in „Ohne Kreuz keine Krone“ ausführlich Stellung genommen hat. Bei den Evangelical Friends gibt es auch wieder Pastoren, liturgische Gesänge und zum Teil sogar Taufen mit Wasser. Ein weiteres Merkmal ist die Betonung der Missionstätigkeit und die Autorität der Bibel und der Heilsrelevanz Jesu als des Christus.

### F

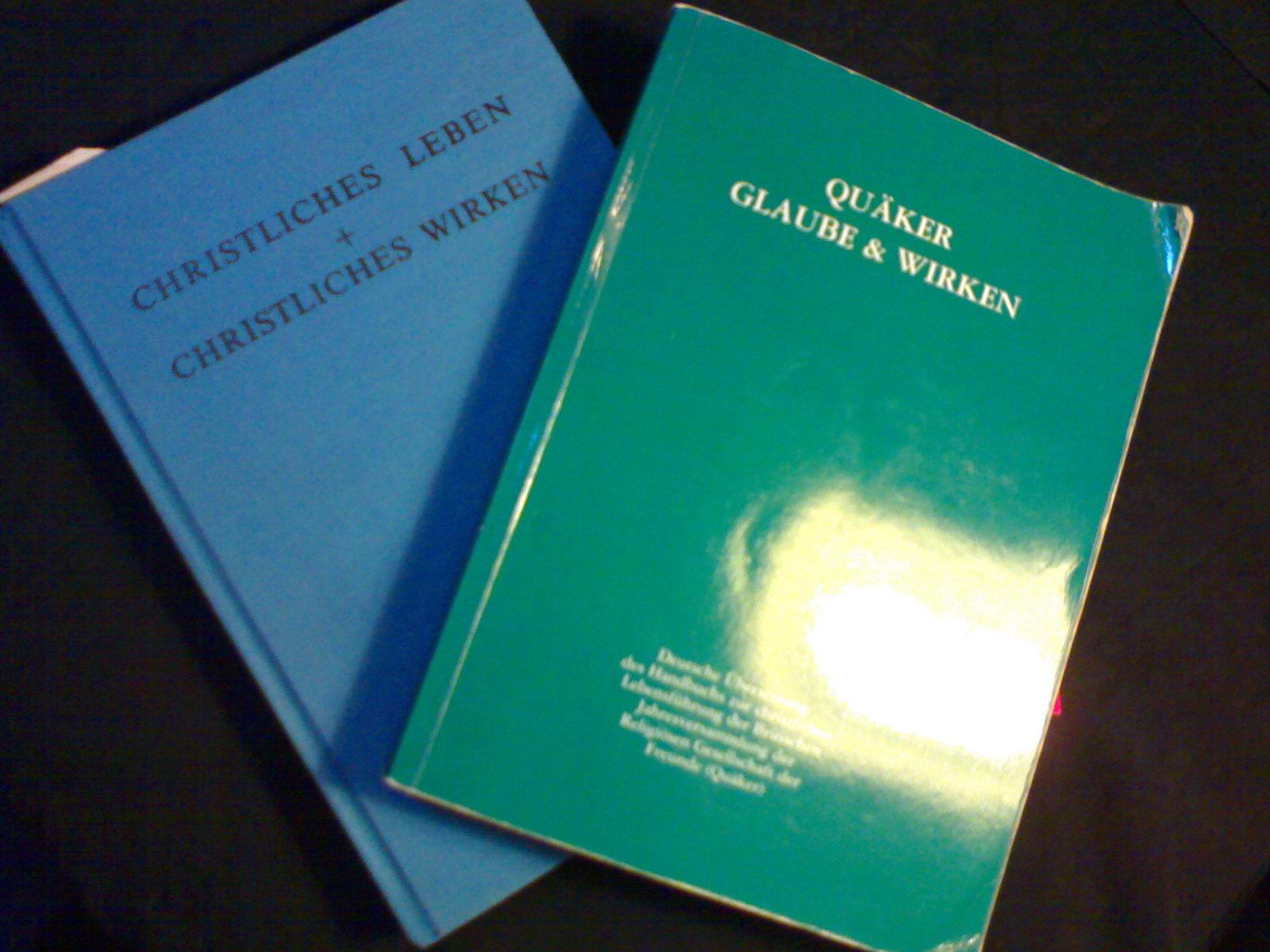
Zwei deutsche Ausgaben von „Quäker. Glaube und Wirken“. Links von 1951 und rechts von 2002

Facing BenchesIn älteren Versammlungshäusern (englisch: meeting house) gibt es eine spezielle Anordnung der Sitzbänke. Dabei gibt es eine einzelne Bank, die etwas erhoben ist und den anderen Bänken gegenübersteht. Dort sitzen die so genannten gewichtigen Freunde (engl. Weighty Friends), von denen zu erwarten ist, dass sie in der Andacht das Wort ergreifen und zur Versammlung sprechen werden. Das sind oft und traditionell die Ältesten und die recorded ministers. Heute ist diese Form der Bestuhlung unüblich geworden. Der liberale Flügel (Liberal Friends) verzichtet meist völlig auf recorded ministers und der evangelikale beziehungsweise pastoralen Flügel hat im Grunde jetzt seine Pastoren.
Faith and PracticeEin von den jeweiligen Jahresversammlungen herausgegebenes Buch, welches einer ständigen Weiterentwicklung unterliegt. Das Buch soll Leitlinie und Anregung in spirituellen und Praktischen Dingen sein. Der Titel der Deutschen Jahresversammlung lautet „Quäker Glaube & Wirken“
Finsternisdark countries
Five Years MeetingVorläuferorganisation von Friends United Meeting.
Free QuakersEine Abspaltung von Quäkern, die von ihren Versammlungen ausgeschlossen wurden, weil sie sich am Amerikanischen Unabhängigkeitskrieg beteiligt hatten. Als Gründer ist Samuel Wetherill bekannt. Ihr einziges Versammlungshaus steht noch heute in der 5th und Arch Street in Philadelphia. Es wurde mit prominenter Unterstützung wie Washington und Benjamin Franklin 1783 errichtet. Es war ein Prinzip der Free Quakers, niemanden aus theologischen oder moralischen Gründen auszuschließen. Nachdem einige Jahre niemand mehr die Andachten besucht hatte, wurde das Versammlungshaus 1836 geschlossen.
Freund(e)Zum Teil bezeichnen sich Quäker untereinander als Freund. Streckenweise wurde der Begriff inflationär oder floskelhaft benutzt, was als unaufrichtig empfunden wurde, so dass es einige ablehnen, grundsätzlich alle Quäker als Freunde zu bezeichnen. Abgeleitet wird das von der Bezeichnung Religiöse Gesellschaft der Freunde. Und so benutzen viele Quäker unreflektiert Freund als stehenden Begriff für Mitglied. Die ursprüngliche Bedeutung für die frühen Freunde ist aber der Bezug auf das Johannes-Evangelium 15,11-15. Wenn die (frühen) Quäker also jemanden als Freund ansprachen, wollten sie damit zum Ausdruck bringen, dass sie in dem Gegenüber jemand zu erkennen glaubten, der in der Nachfolge Jesu lebte. Ein Freund musste also nicht unbedingt ein Mitglied der eigenen Glaubensgemeinschaft sein, sondern ein Freund Jesu sein und ein tadelloses Leben führen.
Freunde der Freunde(englisch Attender) Sind Menschen, die mit dem Quäkertum sympathisieren und engen Kontakt zu Quäkern pflegen, aber selber keine Quäker sind.
Friedensausschusskoordiniert das Engagement der deutschen Quäker für friedliche Konfliktlösung.
FriedenszeugnisSiehe Artikel Quäkerzeugnis
FriendsFreunde
Friends Housesiehe: Meeting House
Frühe Freunde(englisch early friends) Damit ist die erste Quäkergeneration gemeint, namentlich zum Beispiel George Fox und William Penn.
Führung...oder sich geführt fühlen. (englisch Leading) Sich innerlich durch Gott zu etwas angetrieben fühlen. Oder spüren, dass jemand von Gott geführt wird.

### G

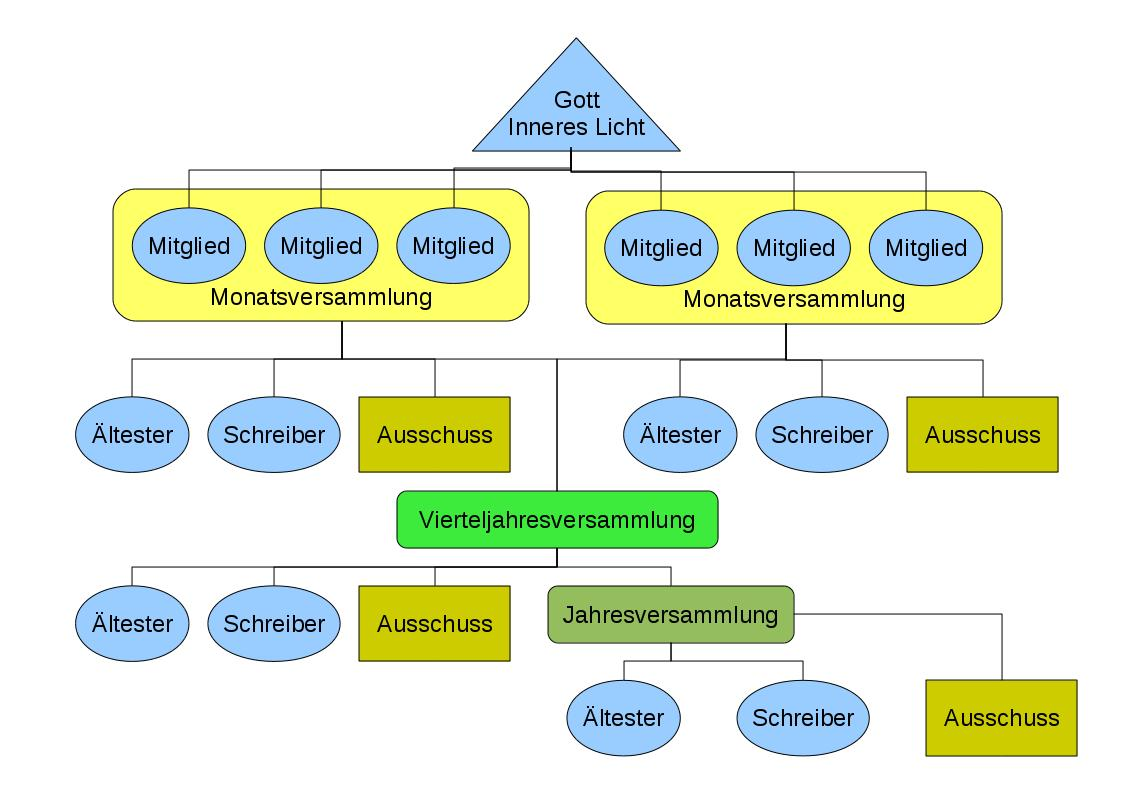
Diagramm zur Gemeindeleitung bei Quäkern

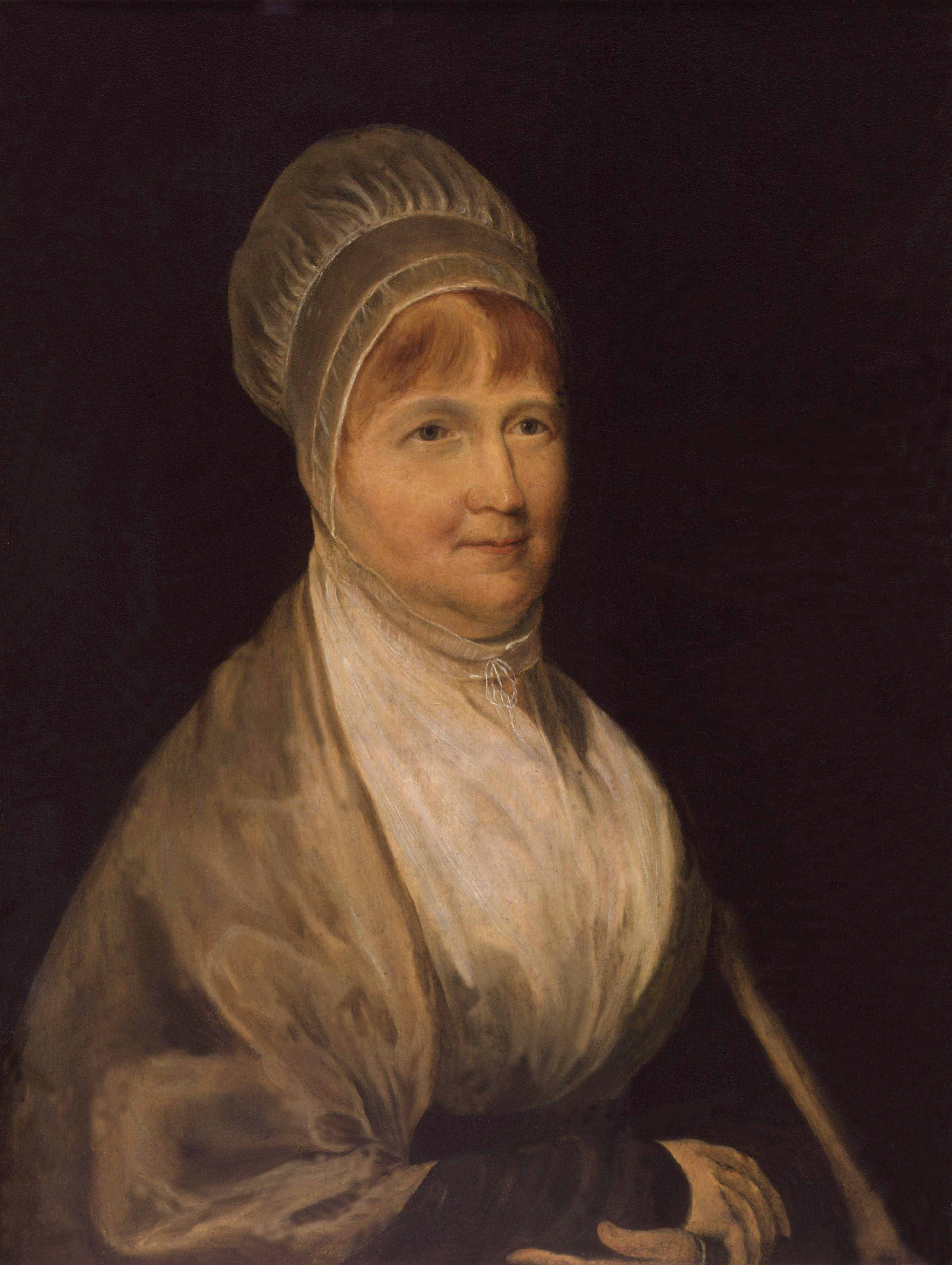
Elizabeth Fry

GeschäftsversammlungDie Geschäftsversammlung ist eine Zusammenkunft der Mitglieder einer Versammlung, um organisatorisch-administrative Dinge zu besprechen und zu entscheiden. Dabei kann es sich um eine Monats-, Vierteljahres- oder Jahresversammlung, gegebenenfalls auch nur um eine Andachtsgruppe handeln. Die Geschäftsversammlung wird im Geist der Andacht so verstanden, dass auf den Willen Gottes gewartet wird und versucht wird zu ergründen, was in Gottes Sinne ist. Eine Geschäftsversammlung besteht aus Tagesordnungspunkten und darf einen Beschluss oder mehrere Beschlüsse verabschieden. Siehe auch right ordering
Gesellschaft, Die Kurzform von „Die Religiöse Gesellschaft der Freunde“.
Gathered MeetingEs gibt im Deutschen kein stehenden Begriff dafür. Gemeint ist, das die Teilnehmer einer Andacht das Gefühl hatten, das die Versammlung ganz besonders von dem Geist Gottes erfüllt war. Vielleicht könnte man von einer gnadensreichen, erfüllten oder intensiven Andacht im Deutschen sprechen.
Gospel OrderGöttliche Führung bezogen auf die Versammlung. Dabei wird davon ausgegangen, dass die Gemeinde direkt durch Gott geführt wird, und nicht durch einen Klerus, einen Gemeinderat, oder ähnliches. Siehe auch Geschäftsversammlung und Right ordering
Gewichtige FreundeWeighty Friends
Great SeparationDie erste große Spaltung im Quäkertum. Auch Hicksites-Orthodox-Schisma genannt. Sie begann im Jahre 1827/28 im Philadelphia Yearly Meeting. Dem war ein länger schwelender Streit vorausgegangenen, der sich an der Person Elias Hicks polarisierte. Bei der Spaltung schlugen sich ungefähr zwei Drittel der Mitglieder auf die Seite von dessen Flügel, der später Hicksite genannt wurde. Der andere Teil der Versammlung bildete den Flügel, der als Orthodox bezeichnet wurde. Hicksites betonten die Bedeutung des Inneren Lichtes, der Glaubens- und Gewissensfreiheit, während die Orthodoxen die Bedeutung der Bibel und der Buße betonten. In der Folgezeit kam es zu ähnliche Spaltungen in New York, Baltimore und andern Versammlungen. Die Hicksite wurden zunächst von der Britischen Jahresversammlung nicht anerkannt, weswegen wohl auch der andere Flügel orthodox, also rechtgläubig genannt wurde.
Gruppesiehe: Monatsversammlung
(Örtliche) GruppeIn Deutschland und Österreich zum Teil verwendete Bezeichnung für die Monatsversammlung.
GurneysEinflussreiche alte Quäkerfamilie. Bekannteste Mitglieder sind: Joseph John Gurney, Elizabeth Fry geb. Gurney und Samuel Gurney.
Gurneyite QuakersAbspaltung, die aus dem Gurney-Wilbur-Schisma hervorging. Gurneyite Quakers gingen dazu über, bezahlte Prediger/Pastoren, festgelegte Zeremonien und Kirchengesang einzuführen. Sie lehnten sich dabei sehr stark an den Protestantismus an.
Gurney-Wilbur-SchismaEine Aufspaltung der orthodoxen Linie, die aus dem ersten Großen Schisma in Nordamerika hervorging (Hicksites-Orthodox-Schisma). Der eine Flügel der Abspaltung wurde Gurneyite Quakers genannt, nach ihrem Wortführer Joseph John Gurney. Der andere Zweig wurde Wilburite Quakers genannt; nach deren Wortführer John Wilbur.
GYMGerman Yearly Meeting, Deutsche Jahresversammlung. Jahresversammlung

### H

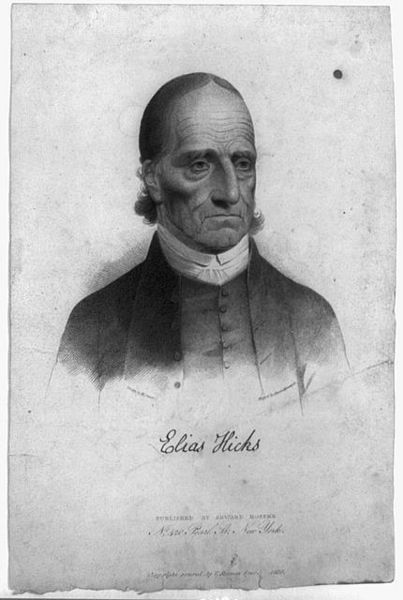
Elias Hicks

HausausschussEinrichtung in Deutschland, die das Quäkerhaus in Bad Pyrmont betreut.
Heiliges ExperimentAls solches wurde die erste (und einzige) Quäker-Kolonie in Pennsylvania bezeichnet, wo Quäker die Regierung stellten; nicht zu verwechseln mit dem Jesuitenstaat in Paraguay bzw. dem gleichnamigen Theaterstück (1942) von Fritz Hochwälder.
HicksiteName des einen bei der great separation entstandenen Flügels, benannt nach Elias Hicks.
Hicksites-Orthodox-Schismasiehe: great separation
Hold in the LightFürbitte mit der wörtlichen Übersetzung Im Licht halten. Oft verwendet für jemanden „in das Gebet einschließen“.

### I
I hope soEine Redewendung aus dem Britischen Raum. Wenn in der Geschäftsversammlung der Schreiber das Protokoll verliest und die Anwesenden fragt, ob es so festgehalten werden soll/kann, dann antworten die Anwesenden „I hope so“ („Ich hoffe es“) oder „yes“, im Sinne von „I hope that this is the true guidance of the Holy Spirit“ („Ich hoffe, dass dies unter der Führung des Heiligen Geistes steht“).
Im Licht haltensiehe: Hold in the Light
Im Geist der Andacht(entspricht in etwa das Englische: right ordering). Bezeichnet eine Geschäftsversammlung, deren Teilnehmer sich an Kommunikationsrichtlinien ähnlich einer Andacht hält (z. B: nicht einander ins Wort fallen, kurzes Schweigen nach jedem Beitrag usw.).
Independent Meeting/QuäkerTraditionell sind die Quäkerversammlungen (Gemeinden) sehr locker und autonom organisiert. Die Vierteljahresversammlungen und die Jahresversammlungen haben in erster Linie informellen Charakter. Trotzdem gibt es auch Versammlungen, die sich überhaupt nicht überregional organisieren. Diese werden Independent Meetings genannt.
Innere Bestrafung/ZüchtigungGerade William Penn sah in dem inneren Licht nicht nur die Stimme der Tröstung, sondern auch die der Anklage und letztlich auch der Strafe und Züchtigung (im Sinne von Erziehung).
Innere GnadeGnade im Sinne von Erlösung. Also nicht die Erlösung von äußerlichen Leiden in dieser Welt, sondern die Erlösung von dem Anhaften an der Weltlichkeit, Verblendung und Sünde. Oft wird innere Gnade eng im Zusammenhang mit dem inneren Licht verstanden.
Innere Offenbarungsynonym Inneres Licht
Innere Kraftsynonym Inneres Licht
Innere Stimmesynonym Inneres Licht
Innerer Christussynonym Inneres Licht
Innerer JudasBezeichnet im übertragenden Sinn das, was man heute vielleicht flapsig den inneren Schweinehund nennen würde, also die Bequemlichkeit und Selbstsucht, die (mit Hilfe Christi bzw. dem inneren Licht) überwunden werden muss.
Inneres LichtZentrales Konzept in der Quäker-Theologie. Zentrale Aussage ist, dass sich Christus in jedem Menschen offenbart, also dass jeder Mensch zu einem inneren Zwiegespräch mit Christus kommen kann und soll und dass das der Schlüssel zur Gnade und letztlich zur Erlösung ist. Quäker glauben nicht (wie oft missverstanden), dass jeder Mensch Christus sei oder ein Teil von ihm. Siehe hierzu auch den Artikel Quäkertheologie.
Inneres Ohrsynonym Inneres Licht
Inneres Zeugnissynonym Inneres Licht
Innerlich kreuzigensynonym Innere Bestrafung/Züchtigung

### J

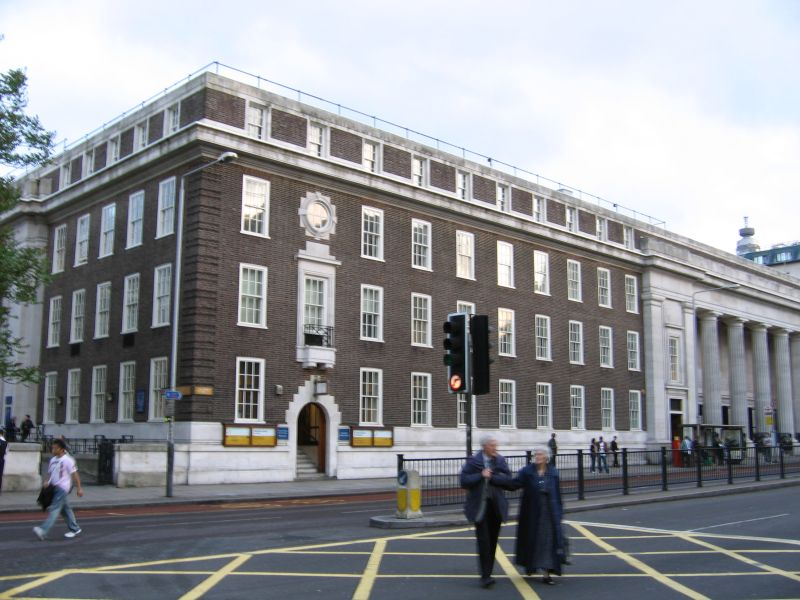
Büro des Britain Yearly Meeting in London

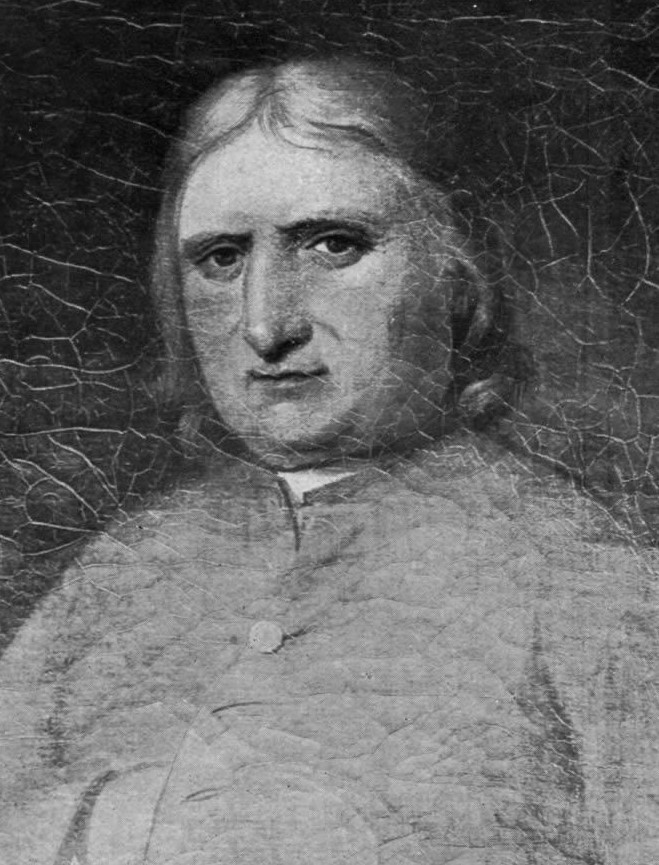
George Fox

JahresversammlungOrganisatorische Einheit, die unter sich mehrere Monatsversammlungen oder Vierteljahresversammlungen organisiert. Manchmal ist auch das jährliche Zusammentreffen, das von der Jahresversammlung organisiert wird, gemeint.
JournalTagebuchähnliche Aufzeichnung. Die beiden bekanntesten sind wohl die von George Fox und John Woolman. Meist wurden Journale speziell für die allgemeine Veröffentlichung geschrieben. Oft lagen die geschilderten Ereignisse bei der Aufzeichnung Jahrzehnte zurück.
JungfreundeJunge Erwachsene zwischen 16 und 25 Jahren meist aus Quäker-Familien, die sich am religiösen und/oder kulturellen Leben der Quäker-Gemeinschaft beteiligen. Oder auch Kinder von „Freunden der Freunde“. Dieser Status kann in der Regel bis zum 30. Lebensjahr beibehalten werden. Danach werden sie als „Freunde der Freunde“ bezeichnet, wenn sie sich nicht haben aufnehmen lassen und trotzdem weiter Kontakt zur Quäker-Gemeinschaft pflegen. Jungfreunde bekleiden in der Deutschen Jahresversammlung zum Teil auch Ämter, haben aber in Geschäftsversammlungen kein Stimmrecht.

### K

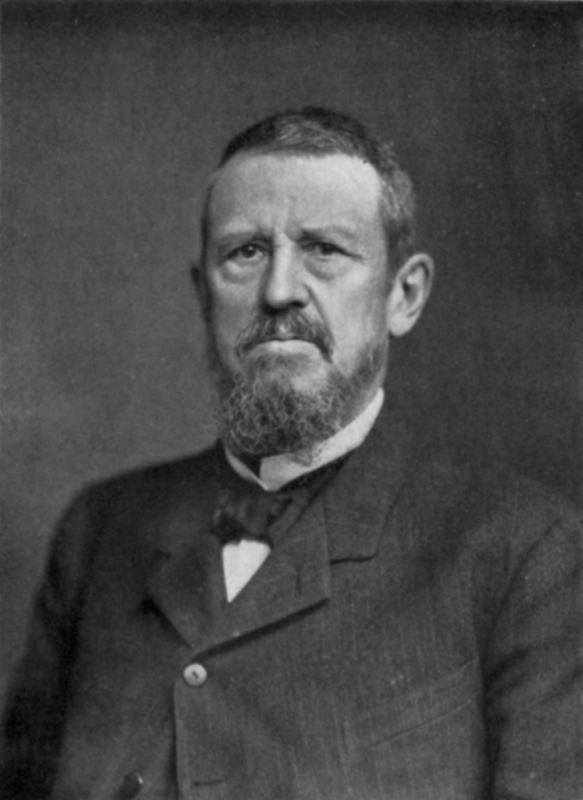
Wharton, circa 1901

Keith-KontroverseGemeint waren die heftigen Streitigkeiten um die Person George Keith. Dabei ging es um die Frage, ob die Bibel oder das Innere Licht die höhere Autorität hätten. Diese Frage sollte im Quäkertum immer wieder aufkeimen und führte zu mehreren Schismen, so auch zur great separation.
Konservative Quäkerenglisch: Conservative Friends
KryptoquäkerVon griechisch krypto: geheim, verborgen. Es handelt sich hierbei um einen Quäker, der sich nicht öffentlich als Quäker zu erkennen gibt, also einen Geheimquäker. Das gab es gelegentlich im 17. Jahrhundert, zu Zeiten schwerer Verfolgung, als nicht alle Quäker den Mut hatten, zu ihrer Gemeinschaft zu stehen. Verdächtigen Personen, die irgendwie als Quäker erschienen, wurde auch vorgeworfen, Kryptoquäker zu sein.
KulturquäkertumIn Anlehnung an Kulturprotestantismus. Gemeint ist, wenn die Werte des Quäkertums wie Pazifismus, Einfachheit und Gerechtigkeit nur noch Lippenbekenntnisse sind. Ein gutes Beispiel dafür ist Joseph Wharton. In der Bedeutung und Unschärfe ähnelt es auch dem Renterismus, ein Begriff, den George Fox oft verwendete, um allzu weltlich orientierte Mitglieder zu tadeln und als dekadent zu brandmarken.

### L
Lay downMit diesem Begriff wird ausgedrückt, dass ein Ausschuss, eine Versammlung oder ein Prediger-/Lehr-Auftrag (ministry) nicht mehr von Bedeutung ist und aufgelöst wird.
Leadingim Deutschen Führung oder sich geführt fühlen. Sich innerlich durch Gott zu etwas angetrieben fühlen.
Liberal FriendsDer Flügel der aus dem Hicksites-Orthodox-Schisma hervorgetreten ist und liberale theologische Ansichten vertritt.
Liberales QuäkertumLiberal Friends
LiteraturausschussEin Ausschuss der Deutschen Jahresversammlung, der für die publizistischen Tätigkeiten verantwortlich ist.

### M

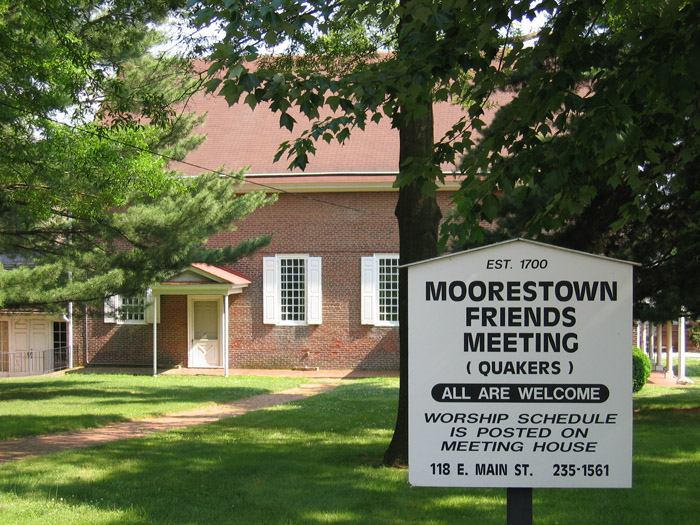
Meeting House Moorestown, NJ, USA

Meeting for BusinessOder auch Business Meeting. Geschäftsversammlung.
Meeting for SufferingsHeute: der Arbeitsausschuss der Britain Yearly Meeting. Der Name hat historischen Gründe: Eine Versammlung mit berufenen Mitgliedern, die zur Zeit der Verfolgung zusammenkamen, um über Hilfsmaßnahmen zu beraten. Eine Aufgabe des Meeting for Sufferings war es, die Monatsversammlungen abzufragen, welche Mitglieder erschlagen wurden, im Gefängnissen saßen oder wessen Eigentum beschlagnahmt wurde. Als Gegenmaßnahmen wurden Gefängnisbesuche organisiert, Eingaben beim Parlament und Richtern verfasst und Gelder verteilt.
Meeting for WorshipSiehe Andacht
Meeting HouseVersammlungshaus. Wurde bewusst nicht als „Kirche“ bezeichnet, da im Quäkertum dieser Begriff der Gemeinschaft der Gläubigen vorbehalten war. Siehe Ekklesiologie (Quäkertum). Dieses trifft aber nicht auf die Evangelical Friends zu, die ihre Versammlungshäuser (Gemeinde) mittlerweile wieder undifferenziert Church, also Kirche, nennen.
Member by ConvincementSiehe Convinced Friend
MinisterBezeichnung für den Prediger. Hat im liberalen Quäkertum kaum noch eine Bedeutung. In ursprünglichem Sinn ist der Begriff eng verbunden mit Mission und Zeugnis geben. Minister haben keine Ausbildung oder formale Berufung. Wenn Minister das besondere Vertrauen von einer Versammlung hatten, bekamen sie einen Sendbrief für ihre Reisen.
MinistrySiehe Beitrag
MinuteSiehe Beschluss, travelling minute und Secretarial Minute
MMAbkürzung für Monthly Meeting (deutsch: Monatsversammlung).
Monatsversammlungkleinste organisatorische Einheit im Quäkertum, vergleichbar mit einer (Kirchen-)Gemeinde in anderen Glaubensgemeinschaften. In der Deutschen Jahresversammlung bestehen die Monatsversammlungen aus selten mehr als ein Dutzend Mitgliedern.
Monthly MeetingZu Deutsch Monatsversammlung.

### N
New Light(-Bewegung)Hierbei handelt es sich um eine historische liberale Splittergruppe innerhalb der Britischen Quäker des späten 18. Jahrhunderts, die heute keine Bedeutung mehr hat.
New Foundation FellowshipIst kein Schisma oder Flügel, sondern mehr eine Erneuerungsbewegung. Einige Freunde, vor allem wohl in den Liberalen Flügeln, versuchen die Erinnerung an die Frühen Freunde wach zu halten und sich auf alte Traditionen zu besinnen. Die New Foundation Fellowship ist auch in der Deutschen Jahresversammlung vertreten. So bemühen sich einige Mitglieder seit Jahren (vergeblich), das Tagebuch von George Fox neu zu übersetzen und im Verlag der Deutschen Jahresversammlung herauszubringen.
non-pastoralDamit sind alle Gemeinden gemeint, die keine Pastoren haben. Also zumeist die liberalen und die konservativen Quäker (engl. Conservative Friends).
NotionBegriff, der von George Fox gebraucht wurde, im Sinne von: Idee, Begriff, Vorstellung, Ahnung, Ansicht, Meinung, Konzept.
Nontheist FriendsUnscharfer Begriff. Bezeichnet eine Bewegung innerhalb des liberalen Quäkertums, die sich entweder von überlieferten Gottes-Bildern trennt oder völlig die Existenz einer göttlichen Instanz verneint.

### O
Ordnerengl. Overseers
Ordnung des Zusammenlebens(engl. „Book of Discipline“) ein Buch, das von einer Jahresversammlung erstellt wird und die wichtigsten Verfahrensweisen bescheint für das Gemeindeleben und die Mitglieder. Der Inhalt kann von Jahresversammlung zu Jahresversammlung variieren.
OverseersWaren zunächst berufene Ämter, die überprüften, ob die Mitglieder die Regeln eines sittsamen Lebens einhalten. Dazu gehörten auch Hausbesuche. Heute wird in keiner der drei Flügel in dieses Amt in seiner ursprünglichen Funktion berufen. Bei größeren Versammlungen werden Overseers eingesetzt, um den geordneten Ablauf zu gewährleisten.
OutreachDieser Begriff wird vor allem vom liberalen und konservativen Zweig für Öffentlichkeitsarbeit verwendet. Der evangelikale Zweig spricht eher von Mission und handelt auch so offensiv.
Original 13Bezeichnung für die 13 Familien aus Krefeld, die im 17. Jahrhundert unter der Führung von Franz Daniel Pastorius nach Pennsylvania auswanderten und 1683 Germantown bzw. Deitscheschteddel gründeten. Diese Familien konvertierten wahrscheinlich zum überwiegenden Teil zum Quäkertum. Fünf Jahre später wurde aus der Gruppe Abraham Isacks op den Graeff, Herman Isacks op den Graeff, Gerrit Henderich und Pastorius der ersten Protest gegen die Sklaverei in Amerika initiiert (Siehe auch: Geschichte von Philadelphia).
Orthodox FriendsDer Flügel, der sich bei der great separation abspaltete.
OYMAbkürzung für Ohio Yearly Meeting. Siehe Jahresversammlung

### P
Pastoral Friendsnon-pastoral.
plain dressAbgeleitet aus dem „Zeugnis der Einfachheit“ und bedeutet einfache, schlichte und funktionelle Kleidung. Früher verächtlich „Quäkeruniform“ genannt. Siehe auch Quäkerzeugnis.
plain speechWeglassen von Höflichkeitsfloskeln. Siehe auch Quäkerzeugnis.
Proceed as Way OpensEtwas tun, ohne alle Details abzuklären, in dem Vertrauen auf die Führung (Gottes).
Programmiertemeint Gemeinden/Versammlungen mit Programmierte Andacht.
Programmierte AndachtAndachten/Gottesdienst mit vorgegebenen Ablauf (Programm), die zumeist bei dem evangelikalen Flügel anzutreffen sind.

### Q
QuäkerbibelDie sogenannte Quäkerbibel ist eine Bibelübersetzung von dem Quäker Anthony Purver (1702–1777) aus dem Jahre 1764. Quäker benutzen aber nie ausschließlich nur eine bestimmte Übersetzung.
Quaker by Convincementsiehe Convinced Friend
Quäker Glaube & Wirkensiehe Faith and Practice
Quaker GrayUmgangssprachlich. In USA und GB assoziiert man Grau mit Quäker, da diese lange Zeit grau gekleidet waren. Siehe auch plain dress
Quaker Meeting HouseSiehe Meeting House
Quaker Universalist FellowshipDas ist kein selbständiger Zweig, sondern eine Bewegung innerhalb des Quäkertums, ähnlich wie New Foundation Fellowship, nur quasi in die genaue Gegenrichtung. Die Anhänger vertreten sogar die Auffassung, dass man auch als Hindu, Buddhist oder Moslem Quäker sein kann, und halten das Quäkertum für etwas Universelles.
Quaker Youth PilgimageEine Reiseveranstaltung für Jugendliche und junge Erwachsene (zumeist aus Quäker-Familien), die gemeinsam reisen und sich mit der Quäkergeschichte und -gegenwart beschäftigen. Diese Reisegruppen sind international und die Teilnahme einmalig. Die nicht unerheblichen Kosten werden zum Teil von den gastgebenden Gemeinden und den Heimatgemeinden („Jahres- und Monatsversammlungen“) übernommen.
QuakerspeakDie für Quäker verständliche, aber für Nicht-Quäker oft verwirrende Begriffe des Quäkertums.
Quarterly MeetingVierteljahresversammlung

### R

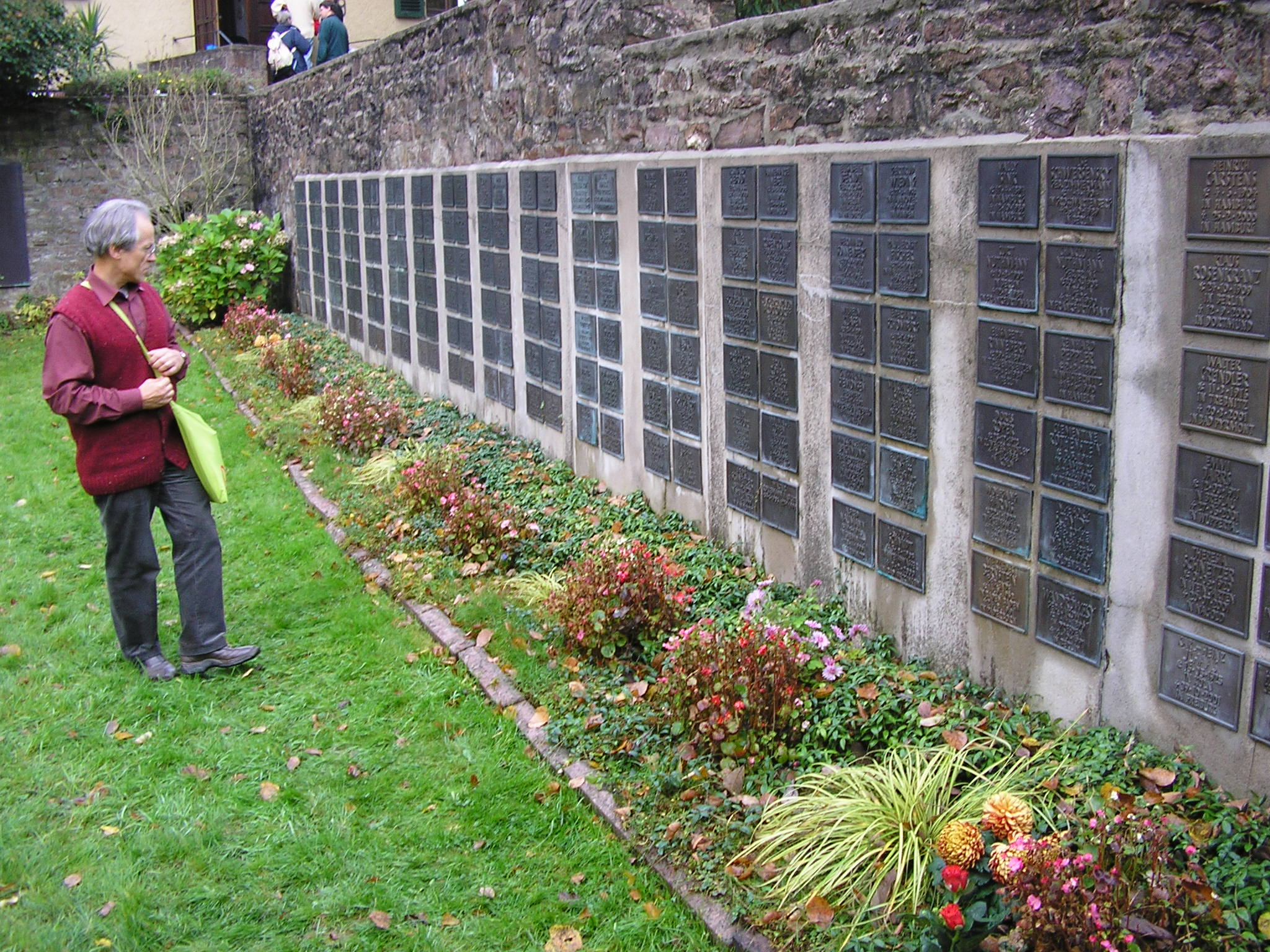
Quäkerfriedhof in Deutschland, Bad Pyrmont (2008)

Recorded MinisterPrediger oder spiritueller Leiter, der das besondere Vertrauen einer Versammlung genießt. Für das recording gibt es einen definierten Prozess, der in der Ordnung des Zusammenlebens festgehalten ist. Siehe auch Ministry / Minister
RedebeitragSiehe Beitrag
Richard-Cary-VorlesungEine traditionelle Vorlesung während der Deutschen Jahresversammlung. Als Sprecher werden angesehene Persönlichkeiten des Quäkertums eingeladen. Siehe auch Artikel Deutsche Jahresversammlung. Benannt ist die Vorlesung nach dem US-amerikanischen Quäker Richard L. Cary (1886–1933). Er lebte von 1930 bis zu seinem Tod in Berlin, wo er das Quäkerbüro (damals noch „Internationales Sekretariat der Religiösen Gesellschaft der Freunde“) leitete. Nach seinem Tod sammelten Freunde Geld für eine Stiftung, die es ermöglichte, auf den Jahresversammlungen Vorträge zu organisieren. Durch die Währungsreform nach dem Zweiten Weltkrieg war der Stiftungsstock entwertet worden und die Deutschen Jahresversammlung übernahm die Finanzierung. Die Urne von Cary ist auf dem (Urnen-)Friedhof des Quäkerhauses in Bad Pyrmont beigesetzt.
Richmond DeclarationDie Richmond Declaration wurde 1877 von evangelikalen Quäkern formuliert und mündete in die zweite große Spaltung.
Right orderingFür einige Dinge im Speziellen in Geschäftsversammlungen gibt es definierte Verfahren. Wird der übliche Verfahrensweg verlassen, kann ein Beteiligter z. B. feststellen: „...this meeting is not in right ordering.“ Siehe auch Im Geist der Andacht

### S
Schreiberengl. Clerk
Secretarial MinuteWird in englischsprachigen Quäkertum verwendet, um ein allgemeines Gesprächsprotokoll in der üblichen geschäftlichen Sinne von einem quäkerlichen Minute (deutsch: Beschluss) zu unterscheiden. Da auf Deutsch die Begriffe Beschluss und Protokoll klar voneinander getrennt sind, wird im deutschen Quäkertum der Begriff Secretarial Minute nicht verwendet.
Sendschreibensiehe travelling minute
Schreiber-TeamEin Kunstwort (aus Schreiber engl. Clerk und Team), das nur im deutschsprachigen Raum verwendet wird. Hintergrund ist, dass seit geraumer Zeit die Deutsche Jahresversammlung Probleme hat, alle Ämter zu besetzen. Aus der Not heraus werden jetzt die Ämter z. T. doppelt besetzt, um die Last der Arbeit und Verantwortung auf mehrere Schultern zu verteilen.
sense of the meetingHier spürt eine Versammlung, dass sie von Gott geführt wird und Beschlüsse gefasst werden können.
Speaking Truth to PowerWichtiges Konzept im Quäkertum und eng verbunden mit dem so genannten Quäkerzeugnis. Gemeint ist damit die moralische Verpflichtung, die Wahrheit zu sagen, auch und gerade zu den Mächtigen. So ist der Quäker John 'Love' Luffe bekanntgeworden durch den Versuch 1658 Papst Alexander VII bekehren zu wollen. Er kam bei diesem Versuch in Rom ums Leben.
Speaks to my condition oder Friend speaks my mindFrei übersetzt: spricht zu meinem Zustand oder er spricht in meinem Sinne. Je nach Betonung und Zusammenhang kann das alles zwischen einfacher Zustimmung zum Gesagten, bis hin zu einem mystizischen Erlebnis von Gott bedeuten. (Vgl.: George Fox / Pendle Hill / "There is one, even Christ Jesus, that can speak to thy condition")
Sufferingsiehe: Meeting for Sufferings

### T
TestimonyZentrales Element es Quäkertums. Das Verständnis vom „Zeugnis geben“ unterscheidet sich fundamental von dem anderer christlicher Gruppen. Siehe hierzu den Artikel Quäkerzeugnis.
That of God in everyoneIm Deutschen Das von Gott in Jedem. Umschreibung für das Konzept des Inneren Lichts.
travelling in the ministryEin Wanderprediger (Minister) mit einem Sendschreiben (minute) und Auftrag seiner Heimatgemeinde (Monatsversammlung), kaum noch gebräuchlich.
travelling minuteSendschreiben der Heimatgemeinde, in der eine Empfehlung ausgesprochen wird, ein Gruß oder das besondere Vertrauen gegenüber dem Überbringer zum Ausdruck gebracht wird. Also so etwas wie ein Reisedokument bzw. Empfehlungsschreiben.
travelling in the ministryIn einen (spirituellen) Auftrag oder auch Anliegen (Concern) reisen.

### U
Universalistischen FlügelSiehe Artikel Universalismus (Religionswissenschaft).
unprogrammedIm Deutschen „Unprogrammiert“. Bezieht sich auf eine Andacht ohne liturgische Planung. Siehe Programmierte Andacht.

### V

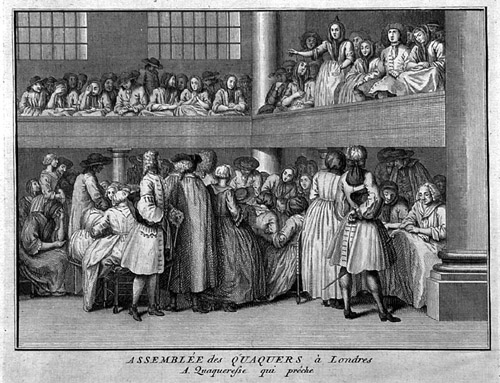
Quäkerversammlung 17. Jahrhundert mit predigender Frau.

Valiant SixtyEine Gruppe von Frühen Freunden, die eine Führungsrolle einnahmen und sich aktiv um die Verbreitung ihrer Botschaft bemühten. Zu den bekanntesten Mitgliedern zählen: Edward Burrough, Margaret Fell, Mary Fisher, George Fox, Elizabeth Hooton, Francis Howgill, James Nayler und George Whitehead
VersammlungJe nach Kontext ist entweder der Gottesdienst gemeint, oder die Gemeinde. Das Wort Gemeinde wird meist nicht verwendet, um eine Quäkergemeinschaft zu bezeichnen. Das rührt aus dem Kirchenverständnis der Quäker (Siehe Ekklesiologie (Quäkertum)), die Kirche ausschließlich als Gemeinschaft der Gläubigen versteht, und nicht als Gebäude oder Institution. Versammlung bezeichnet also lediglich eine nicht näher bezeichnete Organisationseinheit.
Vierteljahresversammlung(engl. Quarterly Meeting) oder im Deutschen auch Bezirksversammlung, organisatorische Einheit, die mehrere Monatsversammlungen unter sich vereint.

### W
„waiting on the Lord“Redewendung/Umschreibung für die Geisteshaltung während des Quäker-Gottesdienst (Stille Andacht). Damit soll die Erwartung ausgedrückt werden, dass auf eine Offenbarung von Gott gewartet wird.
Weighty FriendsDamit werden Mitglieder bezeichnet, deren Wort besonderes Gewicht in der Versammlung hat.
Wilburite-Gurneyite-SchismaGurney-Wilbur-Schisma
Wilburite QuakersGurney-Wilbur-Schisma
Wilburite(s)Gurney-Wilbur-Schisma
WochentageDatumsformat
Worship GroupDamit ist keine Kirchen-Band gemeint, sondern eine lose Gruppe von Quäkern, die keine Monatsversammlung haben und auch sonst kaum oder gar keine administrativen Elemente. In Deutschen wird von Andachtsgruppe oder Andachtskreis gesprochen.

### Y
Yearly MeetingJahresversammlung
YMAbkürzung für „Yearly Meeting“ Jahresversammlung

### Z
ZeugnisSiehe Quäkerzeugnis